# Eden weint im Grab
Eden weint im Grab est un groupe allemand de dark metal. Son style musical mêle des éléments de metal gothique et de black metal.

## Histoire
Le groupe commence en tant que projet secondaire sous le nom de Dark Pride Retaliation. En 2002, une démo est enregistrée, mais, à cause de sa mauvaise qualité en raison des quatre pistes disponibles, est donc rapidement abandonnée. Ce n'est qu'en 2004 que le projet ressort de l'oubli, cette fois sous le nouveau nom d'Eden weint im Grab.
La même année, le premier album, Traumtrophäen toter Traumtänzer, sort, mais plutôt que par distribution dans le commerce, il est proposé gratuitement au téléchargement avec son artwork - « afin d'obtenir la publicité la plus large possible et de ne pas se fondre dans la masse des publications en tant que nouveau venu ».
En novembre 2009, le troisième album Der Herbst des Einsamen sort, marquant une nette rupture stylistique avec les précédents et intégrant des éléments de bandes sonores, d'ambiances et de pièces radiophoniques. Il se base sur des poèmes de l'expressionniste autrichien Georg Trakl, interprétés de manière très sombre par Alexander Paul Blake. Cette publication n'était cependant qu'un intermède et non pas un rejet définitif du metal. En 2011, l'album-concept Geysterstunde I est consacré à des thèmes tels que les apparitions de fantômes, le paranormal et le surnaturel,.
En 2014 sort l'album Geysterstunde II - Ein jenseitiges Kuriositätenkabinett, qui contient, comme la première partie, des histoires autour des mondes de l'au-delà, des hantises et du spiritisme. En outre, Sascha Blach publie le livre Geystergeschichten avec des histoires courtes sur les chansons d'Eden-weint-im-Grab et, à l'occasion de son dixième anniversaire, le premier album Traumtrophäen toter Trauertänzer est réédité, remasterisé et doté de pistes bonus.
En 2017 sort l'album-concept Na(c)htodreise, dont les chansons décrivent un voyage à travers l'au-delà et les enfers, à l'instar de la Divine Comédie du poète italien Dante Alighieri. Une petite tournée suit, ainsi que des apparitions au festival M'era Luna et au Wave-Gotik-Treffen (auquel ils avaient déjà joué en 2012.
En 2019 sort Tragikomödien aus dem Mordarchiv, un album-concept autour du thème du meurtre. Les chansons traitent aussi bien d'histoires fictives écrites par l'auteur ou par d'autres, comme Double Assassinat dans la rue Morgue d'Edgar Allan Poe (dans la chanson Le Détective Meyster), que de cas historiques comme Jack l'Éventreur (Le Fantôme de Whitechapel), William Palmer (L'Empoisonneur) et Martin Dumollard. Menschenfeuer a pour thème le suicide de l'avocat et activiste David Buckel en 2018. Une vidéo est publiée sur Letztes Morgenrot, qui est produite par le groupe lui-même pour la première fois depuis sa longue collaboration avec Rainer « Zipp » Fränzen. Début 2020, le groupe effectue une tournée en Allemagne avec Wisborg.
En mars 2023, le nouvel album Apokalypse Galore sort,. Auparavant, deux chansons de l'album avaient déjà été publiées sous forme de vidéos musicales : GeysterGaleere, une vidéo produite par le groupe lui-même, et Tentakel der Angst, une vidéo animée en 3D produite par l'artiste theARTer/Sataninchen.

## Discographie

### Démos
- 2002: A Celebration in Black (CDR; Eigenvertrieb)

### Albums studio
- 2004 : Traumtrophäen toter Trauertänzer (CD ; Winter Solitude Productions, Einheit Produktionen, Soulfood)
- 2008 : Trauermarsch nach Neotopia (CD ; Winter Solitude Promotion, Avasonic, Banshee Publishing, Rough Trade Arvato)
- 2009 : Der Herbst des Einsamen (CD ; Winter Solitude Productions, Danse macabre, Banshee Publishing, ALIVE)
- 2011 : Geysterstunde I – Ein poetisches Spektakel zu Mitternacht (CD ; Winter Solitude Productions, Danse Macabre / ALIVE)
- 2012 : Nachtidyll – Ein akustisches Zwischenspiel (CD ; Winter Solitude Productions, Danse macabre, ALIVE)
- 2014 : Geysterstunde II – Ein jenseitiges Kuriositätenkabinett (CD ; Winter Solitude Productions, Einheit Produktionen / Soulfood)
- 2017 : Na(c)htodreise (CD ; Winter Solitude Productions, Einheit Produktionen, Soulfood)
- 2019 : Tragikomödien aus dem Mordarchiv (CD ; Winter Solitude Productions, Einheit Produktionen, ALIVE)
- 2023 : Apokalypse Galore (CD ; Winter Solitude Productions, Einheit Produktionen, ALIVE)

### EP
- 2008 : Krieg im Wunderland (MP3; Eigenvertrieb)

### Singles
- 2019 : Im Labyrinth der sprechenden Bücher (vinyle ; Winter Solitude Productions, Kernkraftritter Records, hotel666 Metalclub e.V., limtié à 300 exemplaires)

### Apparitions
- 2005 : Schwarzer Gräber Einsamseen, sur Nachtschwärmer 8.
- 2006 : Unter dem Eis, sur 13th Street – The Sound of Mystery 2.
- 2011 : Moritat des Leierkastenmanns (clip), sur Gothic Vision III.
- 2015 : An die Nacht, sur  Deutschland Brennt.
- 2015 : Gespensterhure, sur l'EP Full Metal Whore de Lord of the Lost.
- 2017 : In der Toten-Taverne, sur Orkus! Compilation 123.
- 2017 : Der Exitus der Schlangen sur Metallian Metal Tracker Nº10.